# Diocèse de Port-Louis
Le diocèse de Port-Louis est la circonscription ecclésiastique de l'Église catholique qui couvre l'ensemble de l'État de l'île Maurice, dans  l'Océan Indien.  Le diocèse a son siège à la cathédrale Saint-Louis de Port-Louis, capitale de l'île Maurice. Son évêque actuel en est Jean Michaël Durhône, depuis le 19 mai 2023.
Le diocèse dépend directement du Saint-Siège. Il est divisé en sept régions pastorales.

## Historique

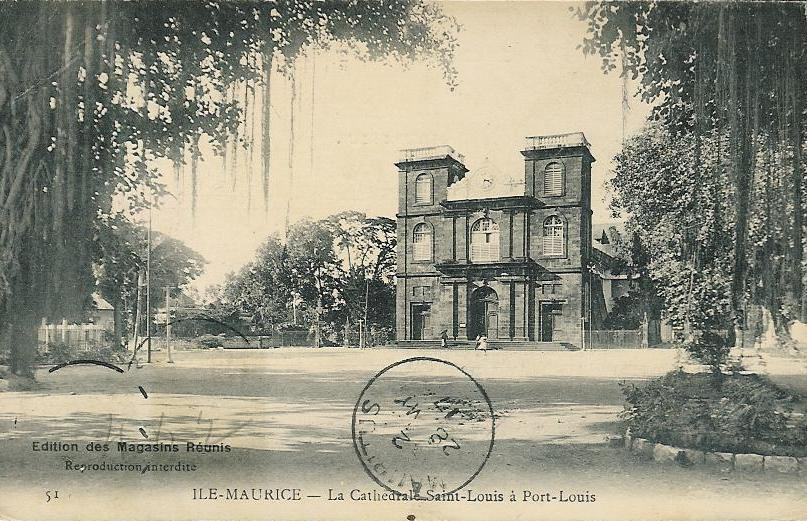
Vue de la cathédrale Saint-Louis en 1912

Le diocèse a été érigé le 7 décembre 1847. Auparavant c'était le vicariat apostolique de l'île Maurice, érigé en 1837, après avoir reçu son territoire du vicariat apostolique de Bonne-Espérance (aujourd'hui diocèse de Port Elizabeth (en)). Ce dernier comprenait à l'origine outre l'île Maurice (ancienne île de France) les territoires actuels de l'Afrique du Sud, de l'île de Sainte-Hélène, des Seychelles, de Madagascar et de l'Australie. En 1829, il cède une partie de son territoire pour le vicariat apostolique de l'île Bourbon, aujourd'hui diocèse de Saint-Denis de La Réunion. En 1834, il cède une partie de son territoire au vicariat apostolique de la Nouvelle-Hollande et de la Terre de Van Diemen (aujourd'hui archidiocèse de Sydney) ; en 1837 il cède une partie de son territoire à l'avantage du vicariat apostolique de Bonne-Espérance (aujourd'hui diocèse de Port Elizabeth); enfin en 1847, le vicariat apostolique de l'île Maurice est érigé en diocèse par le bienheureux Pie IX.
Le diocèse cède en 1852 une partie de son territoire à l'avantage de la nouvelle préfecture apostolique des Seychelles, aujourd'hui diocèse de Port Victoria. Il fait de même en 2002 à l'avantage du  vicariat apostolique de Rodrigues.
Bien que la population catholique fût francophone, les autorités coloniales britanniques ne faisaient nommer que des vicaires apostoliques ou évêques missionnaires irlandais anglophones. Cette situation a cessé avec l'indépendance de l'île en 1968.
La population catholique de l'île est constituée des créoles (descendants d'Africains et de métis), des franco-mauriciens (descendants des Européens) ; mais également de communautés chinoises et d'indo-mauriciens convertis.

## Ordinaires
- Jean Michaël Durhône (19 mai 2023 – )
- Cardinal Maurice Piat, C.S.Sp. (15 février 1993 – 19 mai 2023)
- Cardinal Jean Margéot (6 février 1969 – 15 février 1993)
- Daniel Liston, C.S.Sp. (19 décembre 1949 – 23 avril 1968)
- Jacques Leen, C.S.Sp. (16 avril 1926 – 19 décembre 1949)
- John Tuohill Murphy, C.S.Sp. (8 juillet 1916 – 16 avril 1926)
- James Romanus Bilsborrow, O.S.B. (13 septembre 1910 – 7 février 1916)
- Peter Augustine O’Neill, O.S.B. (22 mai 1896 – 26 novembre 1909)
- Leo Meurin, S.J. (27 septembre 1887 – 1er juin 1895)
- William Benedict Scarisbrick, O.S.B. (22 décembre 1871 – 27 septembre 1887)
- Michael Adrian Hankinson, O.S.B. (28 septembre 1863 – 21 septembre 1870)
- William Bernard Allen Collier, O.S.B. (7 décembre 1847 – 15 septembre 1863)

Vicaires apostoliques de l'île Maurice
- William Bernard Allen Collier, O.S.B. (14 février 1840 – 7 décembre 1847)
- Placid Morris, O.S.B. (6 juin 1837 – 1840)

## Statistiques

### Clergé

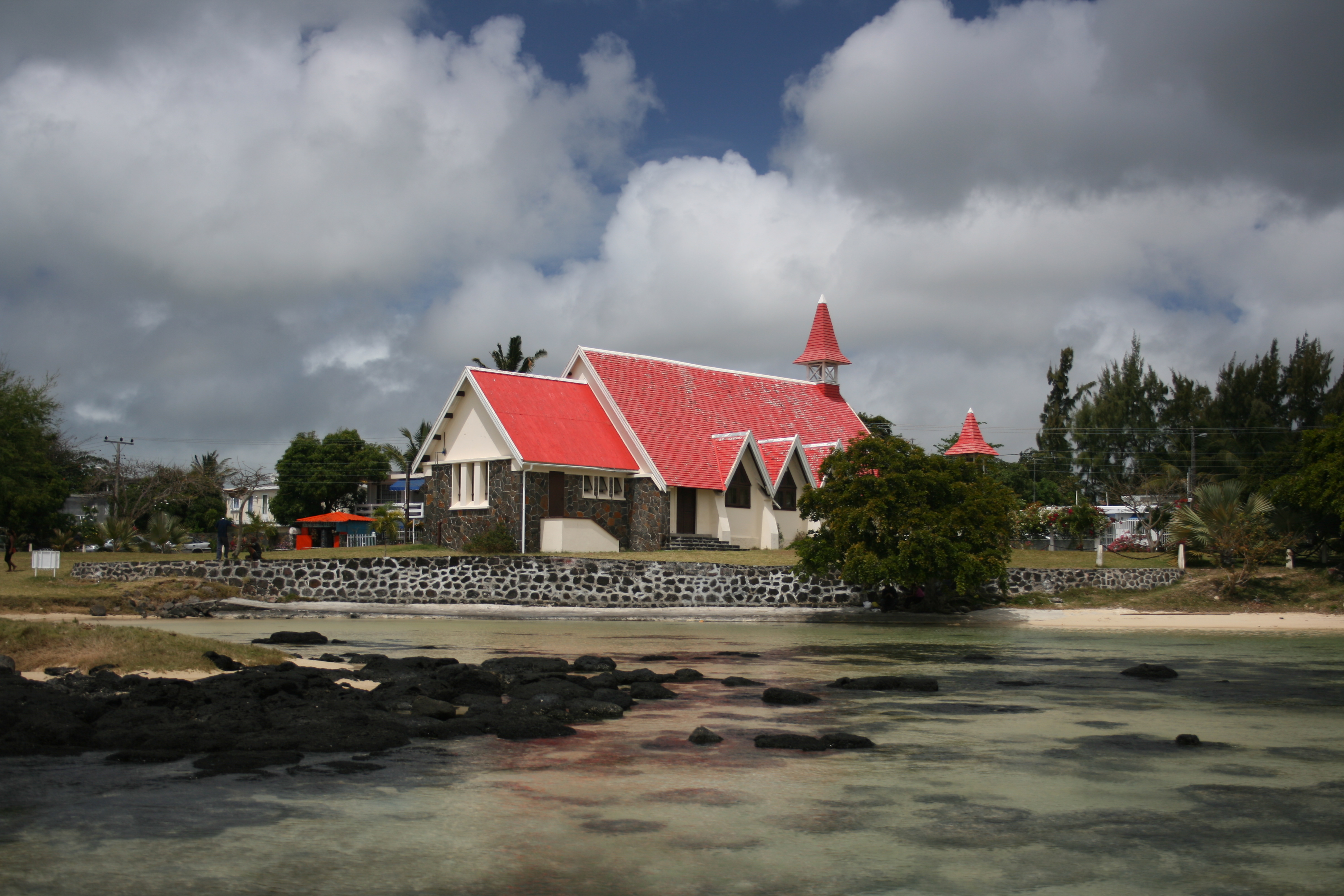
Vue de l'église Notre-Dame-Auxiliatrice du Cap Malheureux.

- Nombre de prêtres en 1950: 61 (dont 34 réguliers) pour 37 paroisses
- Nombre de prêtres en 1970: 110 (dont 32 réguliers) pour 42 paroisses
- Nombre de prêtres en 1980: 96 (dont 41 réguliers) pour 45 paroisses
- Nombre de prêtres en 1990: 87 (dont 32 réguliers) pour 44 paroisses
- Nombre de prêtres en 2000: 88 (dont 28 réguliers) pour 49 paroisses
- Nombre de prêtres en 2003: 104 (dont 45 réguliers) pour 46 paroisses
- Nombre de prêtres en 2007: 89 (dont 42 réguliers) pour 41 paroisses
- Nombre de prêtres en 2012: 85
- Nombre de religieuses en 1950: 310; de religieux: 29
- Nombre de religieuses en 1970: 301; de religieux: 53
- Nombre de religieuses en 1990: 271; de religieux: 61
- Nombre de religieuses en 2000: 261; de religieux: 64
- Nombre de religieuses en 2007: 218; de religieux: 77

Les prêtres sont partagés en prêtres issus du diocèse et missionnaires. Il y a en 2012 un prêtre originaire de Belgique, un prêtre originaire du Chili (supérieur des salésiens), quatre prêtres originaires d'Inde, deux prêtres originaires d'Irlande, un prêtre franciscain originaire d'Italie, cinq prêtres originaires de Madagascar, trois prêtres originaires de Pologne (dont un spiritain et un franciscain), et treize prêtres français . Chez les prêtres originaires de l'île Maurice, toutes les communautés ethniques sont représentées.
De plus trente-six prêtres mauriciens sont en mission à l'étranger, dont neuf en France métropolitaine, cinq à La Réunion, quatre à Rodrigues (dont le vicaire apostolique Alain Harel) et trois à Madagascar.
Les congrégations suivantes travaillent à Maurice: les spiritains, les salésiens, les franciscains, les missions étrangères de Paris, les jésuites, les frères de Saint-Jean-de-Dieu, les frères de Saint-Gabriel, les carmes déchaux, la Société des frères auxiliaires, les frères des écoles chrétiennes, les missionnaires de la charité (branches féminine et masculine), les salésiennes, les franciscaines missionnaires de Marie, les carmélites, les oblates missionnaires, la Société de Marie-Réparatrice, l'institut de Lorette, les Sœurs de la Charité de Notre-Dame du Perpétuel Secours, les Sœurs du Bon-Pasteur, etc. et diverses communautés nouvelles.

### Baptisés
- Nombre de baptisés en 1950: 141 951 (33,9 % de la population totale)
- Nombre de baptisés en 1970: 269 000 (33,1 %)
- Nombre de baptisés en 1990: 294 903 (27,2 %)
- Nombre de baptisés en 2000: 287 853 (24,3 %)
- Nombre de baptisés en 2007: 278 251 (24,3 %)

- Population totale en 2007: 1 143 069 habitants
- Nombre de paroisses en 2012: 45

## Notes

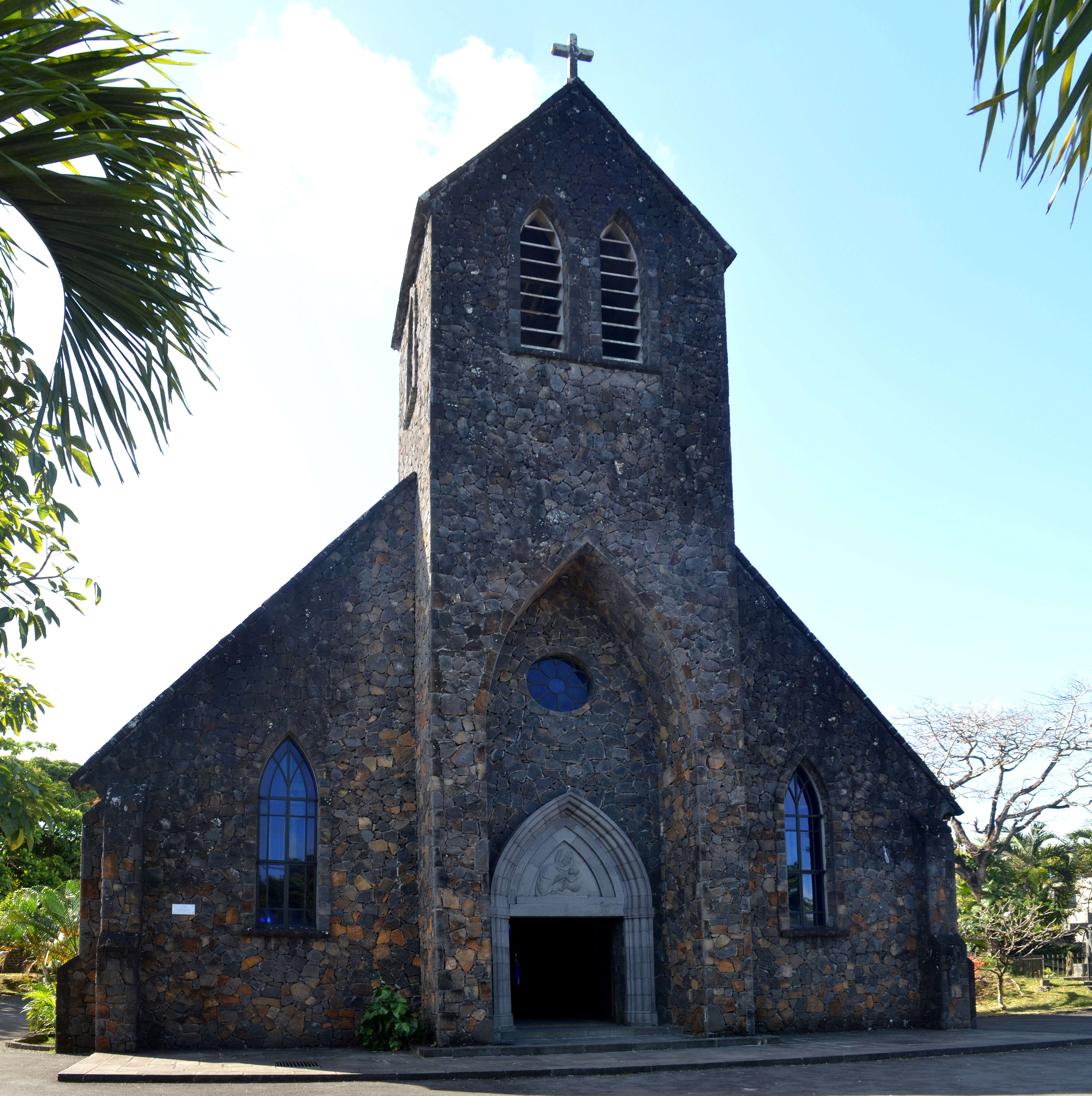
Église Notre-Dame-de-Bon-Secours à Trou d'Eau Douce.